# Keokuk
Keokuk o Kiyokaga (1780 - 1848) fou un cabdill fox i sauk. Es va mantenir neutral en la Guerra del 1812 i per això esdevé rival de Black Hawk, a qui no ajudà en la revolta del 1830. Viatjà a Washington per defensar les seves terres contra reclamacions dels iroquesos. Emmalaltí de disenteria degut a l'abús de l'alcohol, cosa que el va fer perdre prestigi davant dels seus. El 1848 fou assassinat per un dels seus, qui el considerava un traïdor.

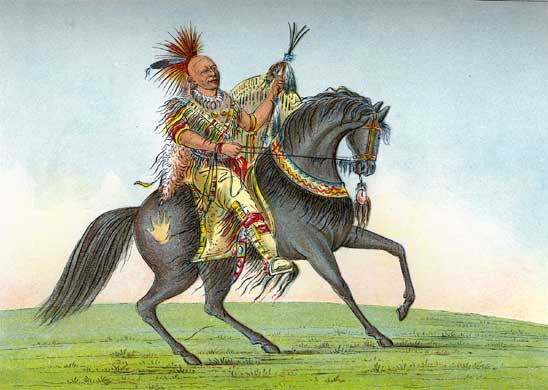
Keokuk by George Catlin in 1832-1839
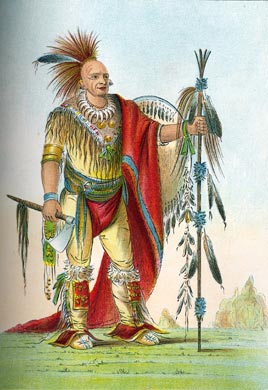
Keokuk by George Catlinin 1832-1839